# 綠點 (亞利桑那州)
綠點（英語：Green Spot）是位於美國亞利桑那州阿帕契縣的一個非建制地區。該地的面積和人口皆未知。

## 地理
綠點的座標為34°11′23″N 109°24′13″W / 34.18972°N 109.40361°W，而該地的平均海拔高度為2089米（即6854英尺）。